# Rajd Warszawski 1980
18. Rajd Warszawski "Polskiego Fiata" – 18. edycja Rajdu Warszawskiego. Był to rajd samochodowy rozgrywany od 20 do 24 sierpnia 1980 roku. Była to czwarta runda Rajdowych Samochodowych Mistrzostw Polski w roku 1980 oraz trzydziesta trzecia runda Rajdowych Mistrzostw Europy w roku 1980 (o współczynniku - 2). Rajd składał się z trzydziestu sześciu odcinków specjalnych i dwóch prób wyścigowych. Został rozegrany na nawierzchni asfaltowej. Zwycięzcą rajdu został Francuz Bernard Béguin.

## Wyniki końcowe rajdu[1][2]
| Miejsce | Kierowca               | Pilot                   | Samochód              | Czas    | Strata | Grupa Klasa |
| ------- | ---------------------- | ----------------------- | --------------------- | ------- | ------ | ----------- |
| 1       | Bernard Béguin         | Jean-Jacques Lenne      | Porsche 911 SC        | 2:25:07 | -      | [ a ]       |
| 2       | Holger Bohne           | Peter Diekmann          | Mercedes-Benz 450 SLC | 2:26:30 | +1:23  | [ a ]       |
| 3       | Błażej Krupa           | Piotr Mystkowski        | Renault 5 Alpine      | 2:29:15 | +4:08  | II/4-7      |
| 4       | Jean-Marie Cols "Didi" | Willy Plas              | Fiat 131 Abarth       | 2:30:49 | +5:42  | [ a ]       |
| 5       | Willie Rutherford      | Bryan Harris            | Mazda 626             | 2:31:21 | +6:14  | [ a ]       |
| 6       | Marian Bublewicz       | Marek Pawłowski         | Opel Kadett GT/E      | 2:32:24 | +7:17  | II/9-15     |
| 7       | Maciej Stawowiak       | Ryszard Żyszkowski      | FSO Polonez 2000      | 2:35:30 | +10:23 | II/9-15     |
| 8       | Vlastimil Havel        | Jan Soukup              | Škoda 130 RS          | 2:37:27 | +12:20 | [ a ]       |
| 9       | Andrzej Koper          | Włodzimierz Krzemiński  | Renault 5 Alpine      | 2:38:21 | +13:14 | II/4-7      |
| 10      | Adam Polak             | Zbigniew Kabulski       | FSO Polonez 2000      | 2:41:00 | +15:53 | II/9-15     |
| 11      | Jan Trajbold st.       | Eva Trajboldová-Váchová | Škoda 130 RS          |         |        | [ a ]       |
| 12      | Józef Ważny            | Januariusz Czerwoniec   | FSO Polonez 2000      |         |        | II/9-15     |
| 14      | Andrzej Radecki        | A. Burzyński            | Polski Fiat 125p 1600 |         |        | II/4-7      |
| 16      | Zbigniew Maliński      | Andrzej Wodziński       | Renault 5 Alpine      |         |        | I/8         |
| 17      | Jerzy Kobyliński       | Janusz Siniarski        | Polski Fiat 125p 1500 |         |        | I/8         |
| 18      | Wiktor Polak           | Krzysztof Burzyński     | Lada VAZ 21011        |         |        | II/4-7      |

1. 1 2 3 4 5 6  Nieliczony w klasyfikacji RSMP